# Moccamaster

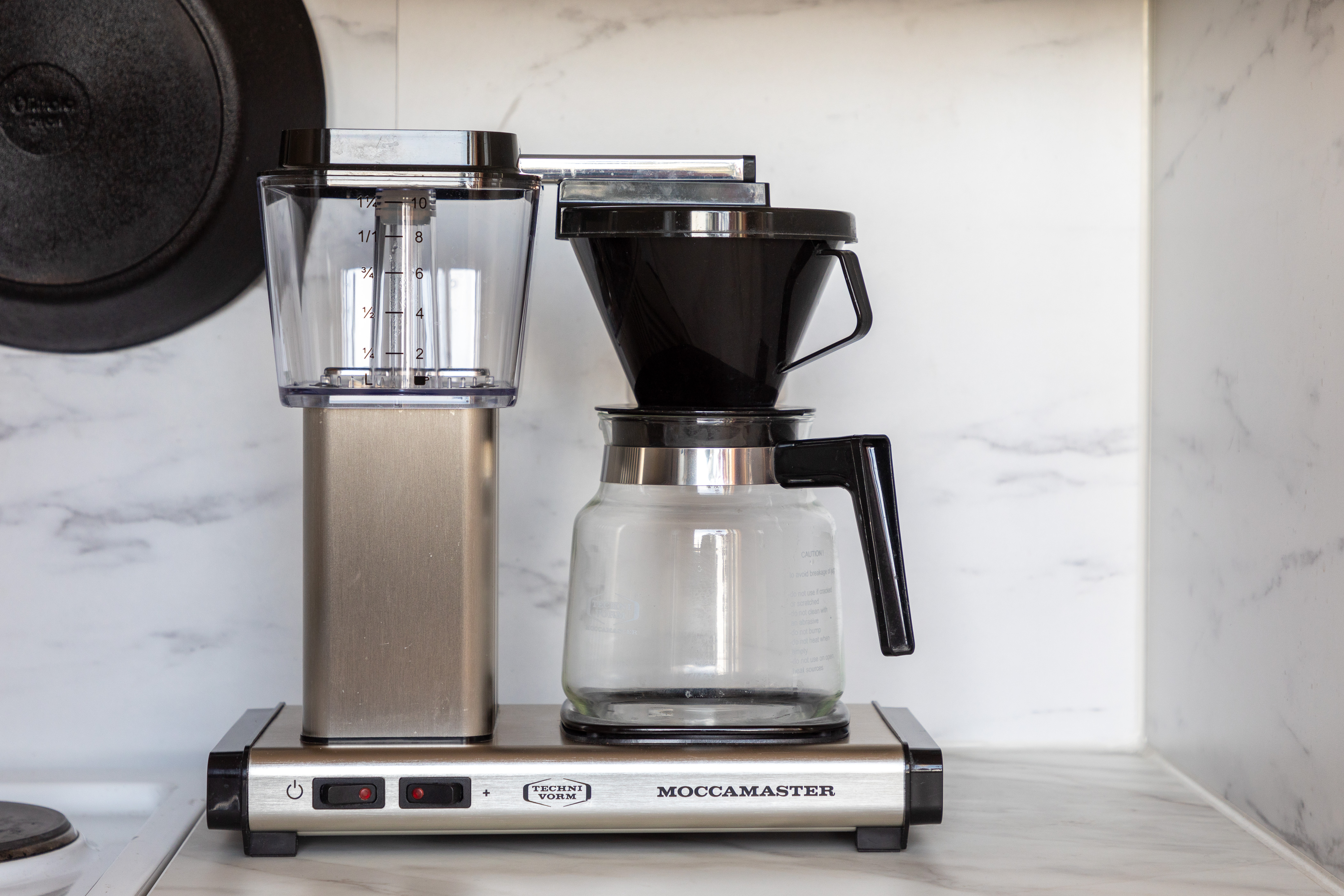
Moccamaster

Moccamaster is een koffiezetapparaat dat wordt vervaardigd door het Nederlandse bedrijf Technivorm, gevestigd te Amerongen.

## Geschiedenis
Het apparaat is in de jaren 1960 ontwikkeld door industrieel ontwerper Gerard-Clement Smit. Dankzij een samenwerking met Douwe Egberts in 1968 werd de Moccamaster populair in Nederland, maar na het verschijnen van de Senseo in 2001 raakte hij op de achtergrond. In Scandinavië is de populariteit gebleven en is het het meest verkochte koffiezetapparaat.
De Moccamaster is een Nederlandse designklassieker, die in die hoedanigheid wordt verkocht in de Design Store van het Museum of Modern Art in New York.

## Beschrijving
Een kenmerk is het gebruik van een koperen verwarmingselement, dat voor een zettemperatuur van tussen de 92 en 96 °C graden zorgt. Daarmee zou een zure smaak bij lagere temperatuur en bittere smaak bij hogere temperatuur voorkomen worden. Omdat ook de doorlooptijd van het zetproces de smaak van de koffie zou beïnvloeden, bevat het apparaat een 9-gats overlooppijp om het hete water gelijkmatig over de gemalen koffie te besprenkelen. Door de modulaire opbouw is het apparaat gemakkelijk repareerbaar. De verschillende onderdelen worden op diverse plaatsen in de Europese Unie gemaakt, waarna ze in Amerongen in elkaar worden gezet.

## Meer lezen
- Matthijs Meeuwsen, Met één druk een sloot koffie (testrapport). Provinciale Zeeuwse Courant (2 maart 2019). Gearchiveerd op 31 mei 2025.